# Щёкин, Илья Афанасьевич
Илья Афанасьевич Щёкин (1792 — 23 марта 1864 года) — купец первой гильдии, Московский городской голова с 1849 по 31 декабря 1851 года. Потомственный почётный гражданин.

## Биография
Внук экономического крестьянина из Рязанского наместничества. Сын Афанасия Емельяновича Щёкина, ставшего купцом в 1791 году, доросшего до первой гильдии и прославившегося своими пожертвованиями храмам и монастырям. Даже на его надгробной плите помещена надпись «странноприимец».
Илья Щёкин жил в Мясницкой части Москвы, в приходе Иоанна Предтечи. Владел писчебумажной и бумагопрядильной фабриками в Подмосковье, в окрестностях Ивантеевки. Купив производства, Илья Афанасьевич расширил предприятия, возведя новые корпуса. В 1866 писчебумажная фабрика Щёкина сгорела, а в следующем он продал бумагопрядильную. Несколько лет он был членом Московского коммерческого суда, затем избранный член Совета Московского Коммерческого училища, старшина Московского биржевого комитета.
Во время его службы городским головой Москвы произошёл ряд важных событий. В 1850 году были собраны сведения о жителях Первопрестольной для нужд девятой ревизии. Открылось железнодорожное сообщение между Москвой и Санкт-Петербургом, по поводу чего городской голова произнёс речь. Было отремонтировано несколько важных объектов, например, Гостиный двор, собирались средства на строительство новых, в том числе, больниц и приютов. Активное участие в этой деятельности принимало купечество.
Похоронен в Симоновом монастыре рядом с отцом.